# 尼伦伯格-马特伊实验

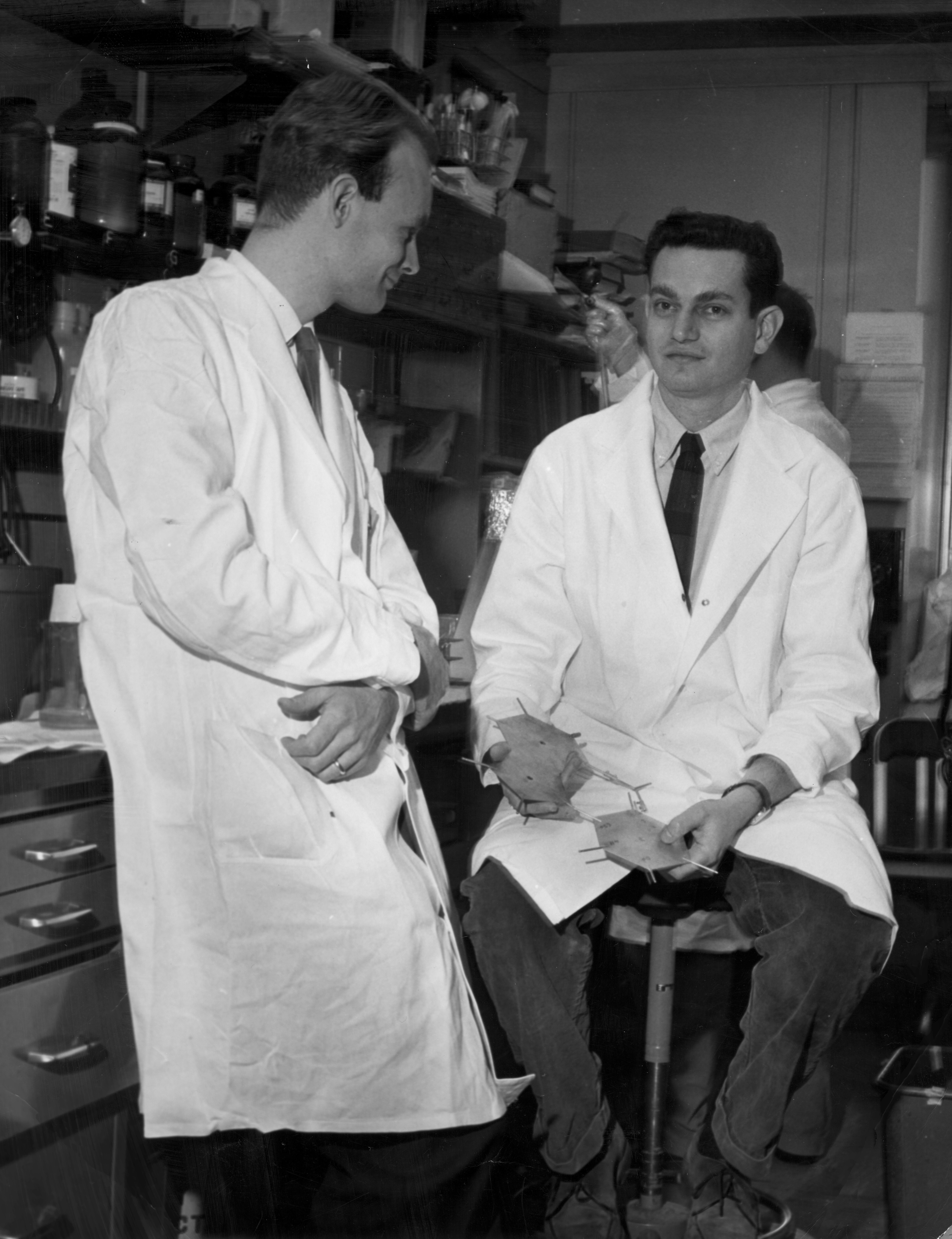
尼伦伯格（右）与马特伊（左）于1961年的合影

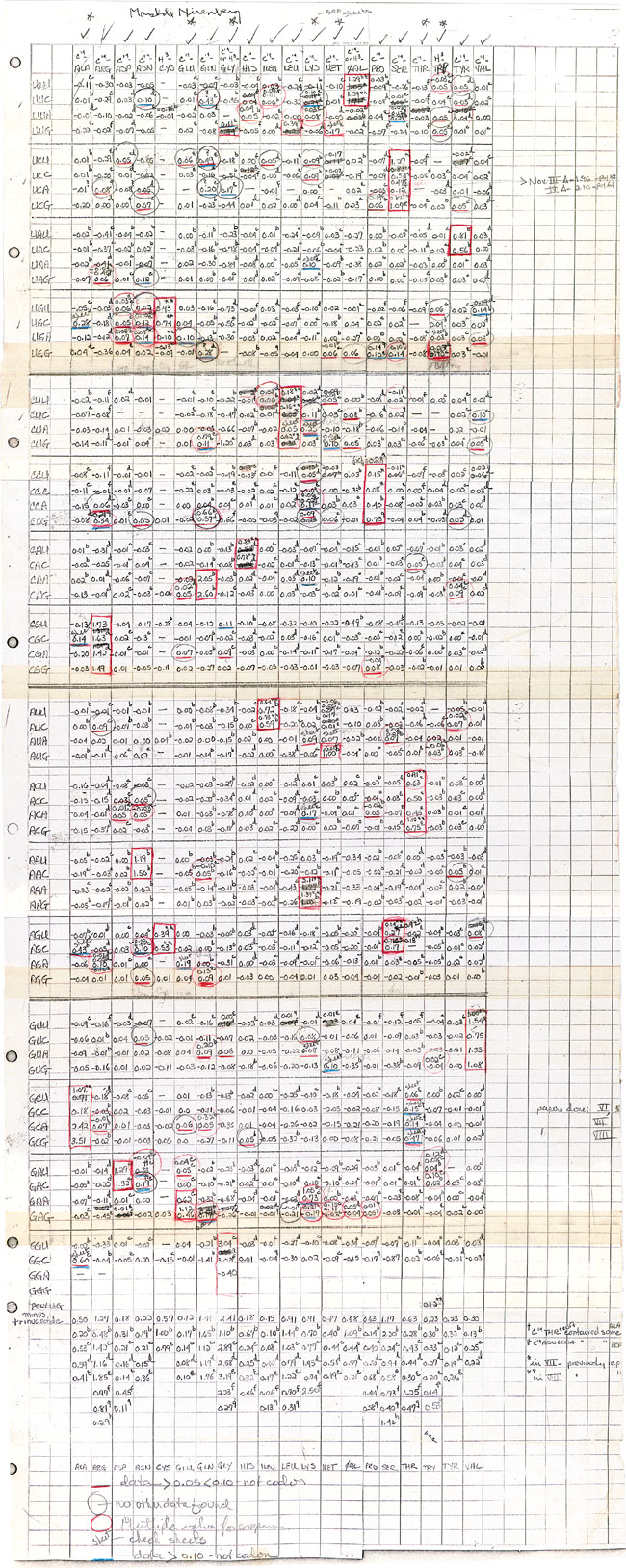
尼伦伯格的实验笔记

尼伦伯格－马特伊实验是1961年5月15日美国生物学家马歇尔·沃伦·尼伦伯格与其当时的博士后研究员J·海因里希·马特伊完成的一项实验。该实验破译了首个三联体密码子，证实了一个密码子代表一个特定氨基酸，并为此后破译所有64个密码子奠定了基础。
尼伦伯格与马特伊在位于马里兰贝塞斯达的美国国立卫生研究院完成了这一实验。实验中，他们首先将大肠杆菌磨碎后得到无细胞提取液，再将提取液保温以使原有的蛋白质合成停止。此后，他们在其中加入人工合成的多聚尿嘧啶核苷酸（poly-U），并补充ATP、GTP、放射性标记氨基酸等成分。最终，他们获得了苯丙氨酸多肽链（poly-Phe），并以此证实了苯丙氨酸的密码子为UUU。同时，由于尿嘧啶为RNA特有的碱基，该实验还验证了是RNA而不是DNA指导了蛋白质的合成。1961年8月，尼伦伯格在莫斯科召开的国际生物化学大会公布了这一发现，引起了极大的轰动。同年10月，这一成果发布在了《美国国家科学院院刊》上。
最终，尼伦伯格于1966年破译了所有64个密码子。1968年，他与罗伯特·W·霍利、哈尔·葛宾·科拉纳共同获得了诺贝尔生理学或医学奖。不过最初负责实验的马特伊并没有获奖，由此也引发了一些争议。